# مركز بن غوريون القومي للطاقة الشمسية

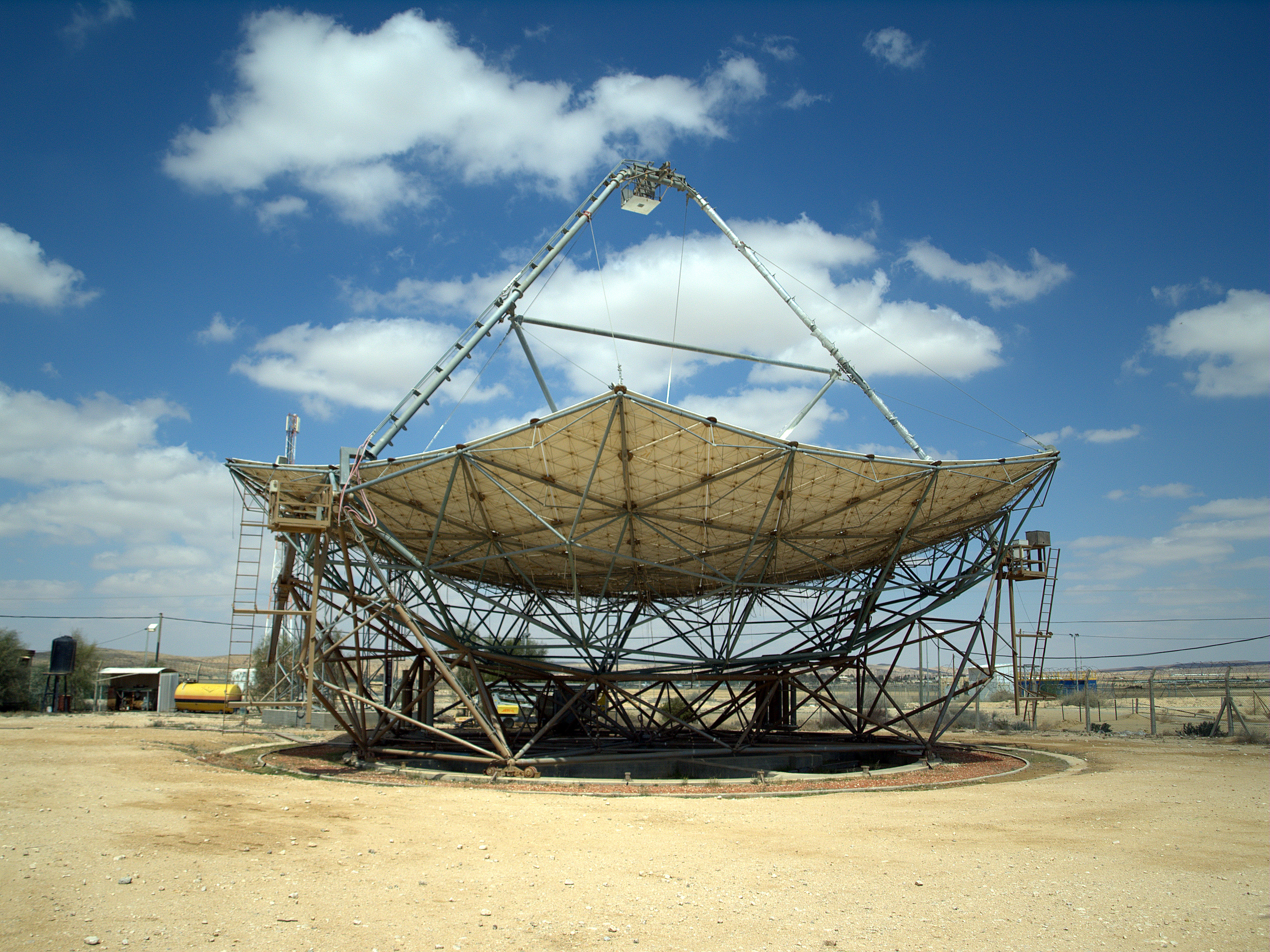
أكبر طبق شمسي يوجد في مركز بن غوريون

 مركز بن غوريون القومي للطاقة الشمسية هو مركز إسرائيلي للطاقة البديلة ويقع في صحراء النقب وأُنشئ في عام 1987م بواسطة وزارة البنية التحتية لتطبيق تكنولوجيات الطاقات البديلة و النظيفة خصوصا الطاقة الشمسية، ومنذ يوليو 1991م أصبح المركز يدار بواسطة معهد يعقوب بلاوشتاين لدراسات الصحراء التابع لجامعة بن غوريون بالنقب.
و في عام 2007م أعلن عن شركاته مع مركز بن جورين وبين شركة زينيث للطاقة الشمسية لإنشاء نظام خلايا شمسية منزلية طبقا لتكنولوجيا المركز التي يتم تصنيعها بواسطة شركة زينيث.